# Callistemon kenmorrisonii
Callistemon kenmorrisonii är en myrtenväxtart som beskrevs av Molyneux. Callistemon kenmorrisonii ingår i släktet lampborstar, och familjen myrtenväxter. Inga underarter finns listade i Catalogue of Life.